# Weirton
Weirton es una ciudad ubicada en los condados de Hancock y Brooke en el estado estadounidense de Virginia Occidental. En el Censo de 2020 tenía una población de 19,163 habitantes y una densidad poblacional de 383.95 personas por km².

## Geografía
Según la Oficina del Censo de los Estados Unidos, Weirton tiene una superficie total de 49.9 km², de la cual 46.76 km² corresponden a tierra firme y (6.3%) 3.14 km² es agua.

## Demografía
Según el censo de 2010, había 19746 personas residiendo en Weirton. La densidad de población era de 395,7 hab./km². De los 19746 habitantes, Weirton estaba compuesto por el 93.69% blancos, el 3.9% eran afroamericanos, el 0.1% eran amerindios, el 0.51% eran asiáticos, el 0.04% eran isleños del Pacífico, el 0.17% eran de otras razas y el 1.6% pertenecían a dos o más razas. Del total de la población el 1% eran hispanos o latinos de cualquier raza.